# Sounds of the Animal Kingdom
Sounds of the Animal Kingdom è il quarto album in studio del gruppo grindcore statunitense Brutal Truth, pubblicato nel 1997.

## Tracce
1. Dementia – 2:04
2. K.A.P. – 1:23
3. Vision – 0:49
4. Fucktoy – 1:23
5. Jemenez Cricket – 3:40
6. Soft Mind – 1:04
7. Average People – 2:18
8. Blue World – 7:14
9. Callous – 0:11
10. Fisting – 1:19
11. Die Laughing – 3:08
12. Dead Smart – 3:05
13. Sympathy Kiss – 4:54
14. Pork Farm – 1:51
15. Promise – 2:19
16. Foolish Bastard – 1:09
17. Postulate Then Liberate – 1:40
18. It's After the End of the World (cover di Sun-Ra) – 2:09
19. Machine Parts – 4:22
20. 4:20 – 3:00
21. Unbaptized – 3:22
22. Prey – 22:00 – Consiste in un frammento estratto dal brano Average People che dura soltanto 2 secondi, ma che si ripete per numerose volte, occupando una durata di 22 minuti.